# Герман (патриције)
Герман, звани „патриције“ (грчки: πατρικιος ), био је водећи члан византијског Сената за време владавине цара Маврикија . 

## Породица
Осим жене коју је Теофан Исповедник звао Леонтија, нема имена Германових рођака. Његово име је довело до могућег поистовећивања са сином Германа са сличним именом (ум. 550) и Матасвинте .  Али поменути син је такође идентификован са Германом, зетом цара Тиберија II Константина и царице Ино Анастасије .  Уобичајено име „Герман“ може да наговештава да су ове фигуре повезане једна са другом, али нема довољно доказа за идентификацију. 

## Под царем Маврикијем
Новембра 601. године, или што је вероватније, у фебруару 602. године, неименована Германова ћерка се удала за Теодосија, најстаријег сина цара Маврикија и царице Константине . Брак су забележили Теофилакт Симоката, Теофан Исповедник, Хроникон Пасхале, Јован Зонара и Георгиос Кедренос . 
Дана 2. фебруара 602. године, Теофилакт бележи Германа како спасава Теодосијев живот од побуњене руље у Цариграду, љуте због несташице хране. Касније те године, Герман и Теодосије су отишли у лов у Каликратију, на краткој удаљености од Константинопоља. Тамо су добијали преписку од побуњене војске Тракије. Побуњеници су захтевали свргавање цара Маврикија и понудили своју подршку да се Теодосије или Герман уздигну на престо. 
Убрзо је цар Маврикије оптужио Германа за издају. Цар га је сумњичио да је одговоран за текућу побуну. Поред инкриминисаног писма, постојао је још један акт који је указивао на то да су побуњеници били савезници Германа. Они су наводно запленили све коње изван Цариграда, али су Германове коње оставили на миру. Герман се узалуд залагао за своју невиност. Теодосије је убедио свог таста да бежи пре него што се суочио са Маврикијевим гневом. 
Герман и његов телохранитељ потражили су уточиште, прво у цркви Богородице чији је ктитор Кир из Панопоља, а затим у Аја Софији . Цар Маврикије шаље своје стражаре да ухвате Германа и уследила су превирања. Герман је размишљао о предаји, али га је гомила која му је наклоњена убедила у супротно. Били су уверени да цар Маврикије намерава да погуби Германа. 

## Под царемФоком
Крајем новембра 602. године, цар Маврикије је побегао из Константинопоља да би побегао побуњеницима који су напредовали. Герман је искористио своју прилику да преузме трон. Рачунао је на подршку фракције Зелених на цариградском хиподрому . Погрешио је јер су га Зелени одлучно одбили. Потенцијални цар се одмах окренуо да подржи Фоку, вођу побуњеника. Према Теофилакту, Фока је накратко размишљао да уздигне Германа на престо, али је уместо тога преузео престо за себе. 
Гласине из тог времена сугерисале су да је Герман успео да спасе Теодосијев живот тако што је подмићивао Фокине људе. Теофилакт одбацује сваку истину на гласине. У сваком случају, цар Фока није веровао Герману. Хроникон помиње да је Герман постао свештеник 603. године. Теофан сматра да је ово директна одлука цара Фоке, који је открио да Германа кује заверу против њега. 
Ако је цар Фока веровао да је завршио са Германом, погрешио је. Теофан бележи да је царица Константина одржавала везу са Германом и да су обоје ковали заверу против цара Фоке. Њихове поруке су поверене Петронији, слушкињи царице Константине. Петронија се показала нелојалном и пријавила је заверу цару Фоки. Царица Константина је ухапшен и стављен у притвор под надзором Теопемпта, префекта Цариграда. Њено испитивање је укључивало мучење и била је приморана да каже имена својих колега завереника. 
Царица Константина и све три њене ћерке погубљене су у Халкидону . Герман и његова неименована ћерка такође су погубљени на острву Проте . Ћерка је била Теодосијева удовица. Теофан смешта смрти у 605/606. годину, али тачан датум је под сумњом.   Пасхална Хроника извештава да су свих шесторо обезглављени. 